# مارینا د تاویرا
مارینا د تاویرا (انگلیسی: Marina de Tavira؛ زادهٔ ۳۰ نوامبر ۱۹۷۴) هنرپیشه اهل مکزیک است. وی از سال ۱۹۹۸ میلادی تاکنون مشغول فعالیت بوده‌است. از فیلم‌هایی که وی در آن نقش داشته‌است می‌توان به رما اشاره کرد که باعث نامزدی او به عنوان بهترین بازیگر نقش مکمل زن در نود و یکمین دوره جوایز اسکار شد.